# Округ Јунион (Луизијана)
Јунион (енгл. Union Parish) је округ у америчкој савезној држави Луизијана.

## Демографија
По попису из 2010. године број становника је 22.721, што је 82 (-0,4%) становника мање него 2000. године.
| Група             | 2000.          | 2010.          |
| Белци             | 15.772 (69,2%) | 15.398 (67,8%) |
| Афроамериканци    | 6.373 (27,9%)  | 6.182 (27,2%)  |
| Азијати           | 59 (0,3%)      | 32 (0,1%)      |
| Хиспаноамериканци | 461 (2,0%)     | 943 (4,2%)     |
| Укупно            | 22.803         | 22.721         |